# Dirt (serial telewizyjny)
Dirt – amerykański serial telewizyjny z 2007 roku. Pierwotnie wyświetlany w sieci telewizyjnej FX, a w Polsce w kanale Fox Life. W roli głównej występuje Courteney Cox.

## Obsada
- Courteney Cox – Lucy Spiller (szefowa plotkarskiego pisma Dirt)
- Laura Allen – Julia Mallory (gwiazda, która przez swój nałóg narkotykowy straciła pracę w sitcomie)
- Ian Hart – Don Konkey (cierpiący na schizofrenię paparazzo, najlepszy przyjaciel Lucy)
- Josh Stewart – Holt McLaren (wschodząca gwiazda kina akcji, narzeczony Julii Mallory)
- Timothy Bottoms – Gibson Horne (właściciel pisma "Dirt")
- Ankur Bhatt – Kenny (asystent Lucy)
- Jeffrey Nordling – Brent Barrow (wydawca magazynu "Dirt")
- Will McCormack – Leo Spiller (brat Lucy)

## Spis odcinków
| Premiera odcinka | N/o | Polski tytuł                          | Angielski tytuł                             |
| ---------------- | --- | ------------------------------------- | ------------------------------------------- |
|                  |     |                                       |                                             |
| SERIA PIERWSZA   |     |                                       |                                             |
|                  |     |                                       |                                             |
| 03.10.2007       | 01  | Nowe źródło                           | Pilot                                       |
|                  |     |                                       |                                             |
| 10.10.2007       | 02  | Blogan                                | Blogan                                      |
|                  |     |                                       |                                             |
| 17.10.2007       | 03  | Kanibalizm                            | Ovophagy                                    |
|                  |     |                                       |                                             |
| 24.10.2007       | 04  | Rewelacje rodzinne                    | What To Expect When You're Expecting        |
|                  |     |                                       |                                             |
| 31.10.2007       | 05  | Prawda o Jacku                        | You Don’t Know Jack                         |
|                  |     |                                       |                                             |
| 07.11.2007       | 06  | Sekretne życie grzecznych dziewczynek | The Secret Lives Of Altar Girls             |
|                  |     |                                       |                                             |
| 14.11.2007       | 07  | Sidła prawdy                          | Come Together                               |
|                  |     |                                       |                                             |
| 21.11.2007       | 08  | Ukryte przedmioty                     | The Thing Under The Bed                     |
|                  |     |                                       |                                             |
| 28.11.2007       | 09  | Zakładnicy                            | This Is Not Your Father's Hostage Situation |
|                  |     |                                       |                                             |
| 05.12.2007       | 10  | Wydanie XXX                           | The Sexxx Issue                             |
|                  |     |                                       |                                             |
| 12.12.2007       | 11  | Wojna paparazzi                       | Pap Smeared                                 |
|                  |     |                                       |                                             |
| 19.12.2007       | 12  | Seks taśma                            | Caught On Tape                              |
|                  |     |                                       |                                             |
| 26.12.2007       | 13  | Idźcie ofiara spełniona               | Ita Missa Est                               |
|                  |     |                                       |                                             |
| SERIA DRUGA      |     |                                       |                                             |
|                  |     |                                       |                                             |
| 22.10.2008       | 14  | Powrót do normalności                 | Welcome To Normal                           |
|                  |     |                                       |                                             |
| 29.10.2008       | 15  | Idealne dziewczyny na okładkę         | Dirty Slutty Whores                         |
|                  |     |                                       |                                             |
| 05.11.2008       | 16  | Boże chroń to dziecko                 | God Bless The Child                         |
|                  |     |                                       |                                             |
| 12.11.2008       | 17  | Więzi, które nie wiążą                | Ties That (Don't) Bind                      |
|                  |     |                                       |                                             |
| 19.11.2008       | 18  | Co mam zrobić                         | What Is This Thing Called                   |
|                  |     |                                       |                                             |
| 26.11.2008       | 19  | I zwycięzca zostaje...                | And The Winner Is                           |
|                  |     |                                       |                                             |
| 03.12.2008       | 20  | Zamiast kwiatów                       | In Lieu Of Flowers                          |
|                  |     |                                       |                                             |